# In Concert - Live at Sibelius Hall
In Concert - Live At Sibelius Hall este primul album în concert lansat de cântăreața finlandeză Tarja Turunen. Materialul a fost imprimat în cadrul proiectului numit Harus, din care mai fac parte pianistul Kalevi Kiviniemi, chitaristul Marzi Nyman și bateristul Markku Krohn.

## Ordinea pieselor pe disc
Versiunea standard
1. „Heinilla Harkien”
2. „Ave Maria Op. 80”
3. „Varpunen Jouluaamuna”
4. „Maa On Niin Kaunis”
5. „Concert Etude”
6. „En Etsi Valtaa Loistoa”
7. „Arkihuolesi Kaikki Heita”
8. „Improvisation On Christmas Themes”
9. „Ave Maria”
10. „You Would Have Loved This”
11. „Astral Bells”
12. „Ave Maria”
13. „Walking In The Air”
14. „Jouluyo, Juhlayo (Silent Night)”